# Síť pozemních komunikací v Praze

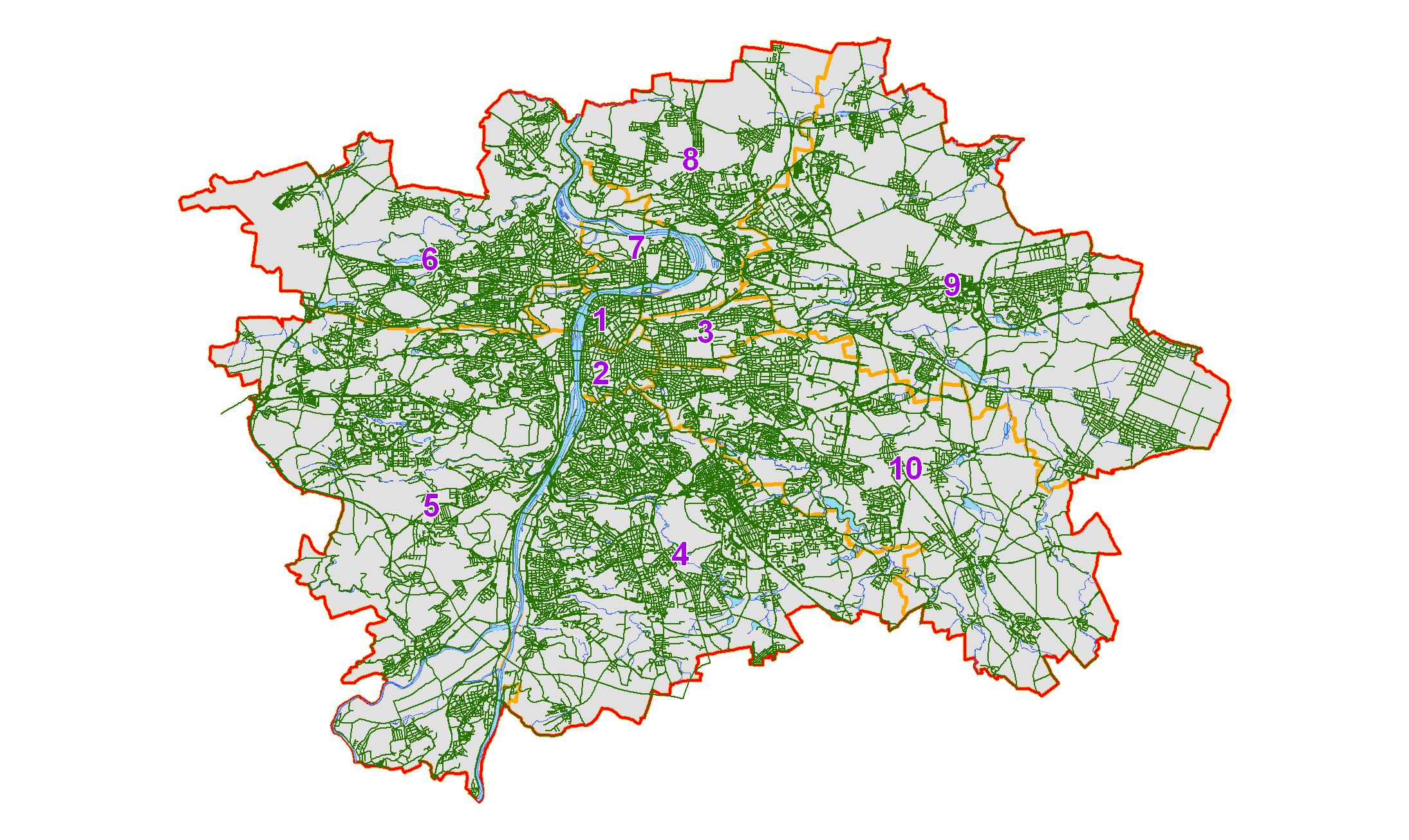
Síť pozemních komunikací v Praze

Spolu s houstnoucím automobilovým provozem za první republiky začala vznikat i potřeba stavby kapacitních silničních komunikací. Součástí projektu první české dálnice Praha - Brno - hranice se Slovenským státem (stavba zahájena v roce 1939) je tak i pražský dálniční okruh . Po vzniku protektorátu se projekt změnil a v roce 1940 začala stavba prvního úseku, která však byla krátce nato kvůli postupující válce zastavena. Po válce nebyla stavba obnovena.
V 60. letech automobilový provoz začal opět prudce stoupat a tím i potřeba kapacitních komunikací. Byl proto navržen plán ZÁKOS (základní komunikační systém), který počítal se stavbou hned tří okruhů a návazného systému radiál. Do roku 1989 byla dokončena jen část tohoto plánu, včetně Barrandovského mostu (1988) a kontroverzní Severojižní magistrály (1980).
Po roce 1989 plán doznal výrazných změn, počet okruhů byl snížen na dva, snížil se také počet radiál. Objevilo se také mnohem více tunelových úseků, které umožňují výrazně zredukovat počet demolic domů. S dokončením obou okruhů se počítá kolem roku 2030.

## Významné průjezdní komunikace

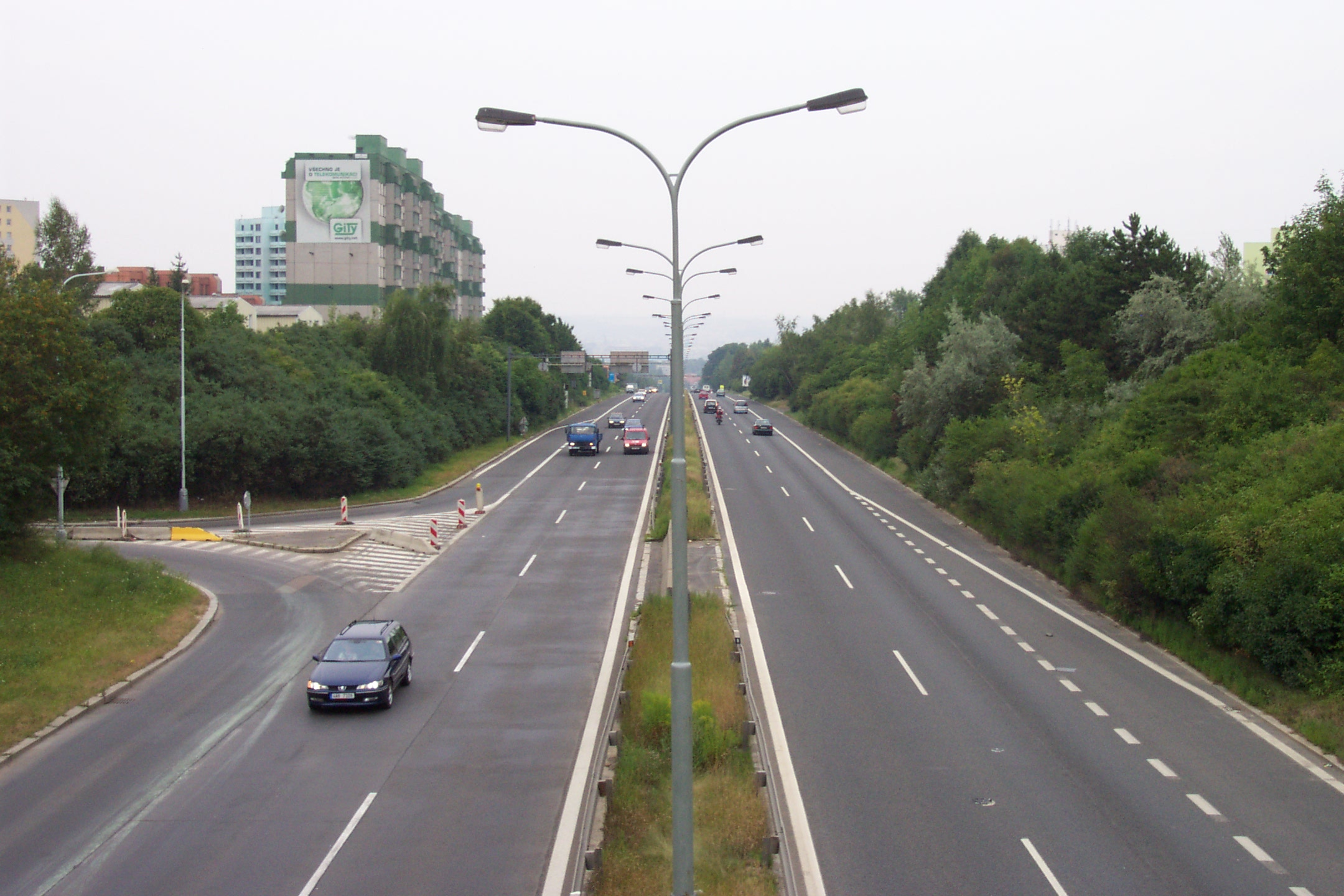
Významná čtyřproudová komunikace Liberecká spojující dálnici D8 s centrem Prahy

Přehled je řazen podle významných radiálních tahů (od výtoku Vltavy proti směru hodinových ručiček), pod příslušným radiálním tahem jsou uvedeny tangenciální a další doplňující komunikace, především ty, které směřují k předchozí uvedené radiále. Radiály jsou v seznamu pro přehlednost popsány obecným označením podle směru, většinou nejde o oficiální ani běžná označení.

### Levý břeh Vltavy (západ)
- Velvarská radiála: Svatovítská, Jugoslávských partyzánů, Podbabská, Roztocká: radiální tah na sever, bývalá Velvarská silnice z Dejvic podél levého břehu Vltavy směrem na sever k Roztokům, navazuje silnice II/242. Svatovítská ulice plní též roli tangenciální spojky mezi ulicemi Milady Horákové a Evropská.
  - Kamýcká, odbočuje v Sedlci směrem na Suchdol, navazuje silnice II/241 směr Černý Vůl, která se ve Velkých Přílepech spojuje s Roztockou větví.
- Chomutovská radiála: Korunovační, Pod kaštany, Československé armády, Evropská: radiála z oblasti Bubenče přes Dejvice, Vokovice a Horní Liboc a kolem Ruzyně, navazuje dálnice D7.
  - Horoměřická odbočuje z Evropské přes Jenerálku a navazuje na ni silnice II/240 na Horoměřice a Černý Vůl.
  - Aviatická: krátká komunikace, která mimoúrovňové odbočuje z Evropské k letišti Ruzyně
- Karlovarská radiála: Veletržní (/ Vrbenského, Partyzánská, U Výstaviště, Strojnická), Milady Horákové, Patočkova, Bělohorská, Karlovarská: radiální tah z Holešovic přes Letnou, Střešovice, Břevnov a jižní okraj Ruzyně, navazuje silnice I/6 směr Hostivice. Je připravována náhrada dálnicí D6 a Břevnovskou radiálou.
  - Drnovská: tangenciální spojka mezi Karlovarskou a Evropskou v Ruzyni, v minulosti označovaná jako část silnice II/600. Část její zátěže převzal nedaleký rychlostní Pražský okruh.
  - Pražský okruh: od MÚK Jiviny na Karlovarské pokračuje na sever, kde přímo navazuje na západní část Evropské a silnici I/7.
- Stará plzeňská radiála: Resslova, Jiráskův most, V botanice (z centra) / Matoušova (do centra), Kartouzská, Plzeňská (do centra část trasy ulicemi Vrchlického, Duškova, Mozartova), Na Radosti, pokračuje silnice II/605 směr Rudná.
  - Strahovský tunel: rychlostní tangenciála mezi Plzeňskou a Patočkovou, součást Městského okruhu
  - Podbělohorská, Pod stadiony, Turistická, Vaníčkova, Myslbekova: tangenciální trasa mezi Plzeňskou a Patočkovou přes Strahov
  - Podbělohorská, radiální propojka mezi strahovskou tangenciálou a Kukulovou
  - Kukulova, tangenciála mezi Plzeňskou a Bělohorskou (Motol – Vypich)
  - Slánská, řepská tangenciála, v minulosti označovaná jako část silnice II/600.
  - Pražský okruh, propojuje ul. Na Radosti od mimoúrovňové křižovatky u Chrášťan s Karlovarskou na MÚK Jiviny.
- Radlická plzeňská radiála: Radlická (do centra Vltavská, Ostrovského), Bucharova, rychlostní Rozvadovská spojka, na křižovatce u Chrášťan navazuje dálnice D5.
  - Radlická, tangenciální propojení k Plzeňské
  - tunel Mrázovka, nové tangenciální propojení k Plzeňské (Městský okruh)
  - Puchmajerova / Butovická a Pod Vidoulí, Klikatá, Jinonická: tangenciální propojení Radlické a Plzeňské z Jinonic do Košíř.
  - Bucharova, tangenciální propojení Radlické, Rozvadovské spojky a Plzeňské, navazuje tangenciální Kukulova.
  - Jeremiášova, jižní obchvat sídlišť Jihozápadního Města od konce Radlické v Nových Butovicích, na západní straně Stodůlek mimoúrovňovým stykem křižuje Rozvadovskou spojku a pokračuje tangenciálně na úrovňovou křižovatku s Plzeňskou Bílý Beránek, kde navazuje na sever tangenciála Slánská.
  - Jáchymovská, Ořešská: od Jeremiášovy přes Řeporyje k Pražskému okruhu u Ořechu.
- Strakonická radiála (Chuchelská radiála): Zborovská a Svornosti (z centra) / Hořejší nábřeží (do centra), Strakonická
  - Zlíchovský tunel a Dobříšská: Městský okruh mezi Strakonickou a Radlickou
  - Barrandovská spojka (radiální ul. K Barrandovu): od Strakonické a Městského okruhu u Barrandovského mostu přes Barrandov na MÚK s Pražským okruhem u Slivence, trasa mezinárodní silnice E50.
    - Pražský okruh, od MÚK u Slivence až k MÚK Chrášťany, z větší části po hranici Prahy.

  - Pražský okruh, úsek Lahovice – Slivenec je ve výstavbě.
  - Radotínská radiála: Výpadová, Lahovičky – Radotín podél Berounky
    - Pod Klapicí, K cementárně, Pod Lochkovem (v minulosti silnice II/599) k MÚK u Slivence, kde se napojuje na Pražský okruh a Barrandovskou spojku. Tato tangenciála zčásti plní funkci chybějící části Pražského okruhu.
    - Zderazská, navazuje silnice II/101 směr Třebotov
    - Karlická, navazuje silnice II/115 podél levého břehu Berounky směr Černošice

  - Štěchovická radiála: K přehradám, navazuje silnice II/102 po levém břehu Vltavy směr Štěchovice
    - Žitavského, Ke Krňovu: propojení ul. K přehradám a Strakonické přes centrum Zbraslavi.

### Pravý břeh Vltavy (jih)
- Modřanská pravobřežní radiála: Jiráskovo náměstí, Rašínovo nábřeží, Podolské nábřeží, Modřanská (stavba KOMOKO), Komořanská, u Závisti navazuje oběma směry okružní silnice II/101, a to buď přes Vltavu na most Závodu míru nebo k jihovýchodu Břežanským údolím. V minulosti byla označována jako silnice II/103.
  - Československého exilu, Hornocholupická, Podchýšská: radiála přes horní část Modřan a Cholupice, za Písnicí vyúsťuje do Libušské.
    - Generála Šišky, tangenciála propojující Libuš a Modřany po spádnici

  - Branická, Ke Krči, Vrbova, Novodvorská, dopravní směr Braník – Lhotka – Kamýk a Libuš mající smíšené radiální i tangenciální rysy.
    - Mariánská, Lhotecká: tangenciála Lhotka – Modřany
    - Generála Šišky, tangenciála propojující Libuš a Modřany po spádnici

  - Na strži, (Sulická, Pod višňovkou), Štúrova, Libušská: radiála Krč – Lhotka – Libuš – Písnice – Dolní Břežany.
    - Jeremenkova, tangenciální propojení Krč – Podolí
    - Jižní spojka, Městský okruh údolím Kunratického potoka směrem k Barrandovskému mostu, s ulicemi Na strži a Sulickou propojena mimoúrovňovou křižovatkou.
    - Zálesí, propojuje tangenciálně Krč a Novodvorskou, navazuje Mariánská a Lhotecká
    - Durychova, tangenciální spojka mezi Libušskou a Novodvorskou v Nových Dvorech, pokračuje jako ul. Ke Kamýku k Mariánské.
    - Meteorologická, tangenciální spojka mezi Libušskou a Novodvorskou v Libuši, navazuje Generála Šišky.
    - Podchýšská, Hornocholupická, Československého exilu: tangenciálně-radiální spojka od Písnice do Modřan
- Vídeňská (jesenická) radiála: (Michelská), Vídeňská, Michle – Krč – Kunratice, pokračuje jako silnice II/603 do Jesenice
  - Vyskočilova a Olbrachtova ulice propojují Michelskou tangenciálně se Severojižní magistrálou (ul. 5. května) a ulicí Na strži, navazuje Jeremenkova.
  - Jižní spojka, Městský okruh údolím Kunratického potoka směrem k Barrandovskému mostu, s Vídeňskou propojena mimoúrovňovou křižovatkou.
  - Zálesí, od Thomayerovy nemocnice v Krči spojuje tangenciálně Vídeňskou se Štúrovou a Novodvorskou.
  - Kunratická spojka, spojuje tangenciálně Vídeňskou (křižovatka U studánky) s Libušskou (na severu Písnice).
- Severojižní magistrála a chodovská radiála: Wilsonova, Mezibranská a Sokolská (z centra) / Legerova (do centra), Nuselský most, 5. května, od místa souběhu se Spořilovskou jako dálnice D1 s názvem Brněnská.
  - Žitná a Karlovo náměstí (k Vltavě) / Ječná (od Vltavy), Resslova, Jiráskovo náměstí, Jiráskův most
  - Nuselské údolí: Křesomyslova, Jaromírova / Sekaninova (k Vltavě), Na slupi, Svobodova, Výtoň
  - Táborská / Lounských, Petra Rezka, Čiklova, Slavojova, Vnislavova, Libušina: tangenciální sjezd z pankrácké pláně k nábřeží pod Vyšehradem.
  - souběžná obslužná radiála Náměstí Hrdinů, Na Pankráci, Budějovická (Pankrác – Michle)
  - Olbrachtova, tangenciální spojení Budějovické a Na strži, na východě navazuje Vyskočilova, na západě Jeremenkova.
  - Antala Staška, tangenciální spojení Budějovické a Na strži, na západě pokračuje na Zelený pruh.
  - Jižní spojka, Městský okruh na západ pokračuje směrem k Barrandovskému mostu. Se Severojižní magistrálou propojena mimoúrovňovou křižovatkou u kačerovských garáží a depa metra.
  - Pod Chodovcem, U Kunratického lesa, Na jelenách: komunikace od MÚK Na Chodovci (Brněnská) přes kruhový objezd u Westfield Chodov, jižním okrajem sídliště Horní Roztyly (Jižní Město II) kolem vysokoškolských kolejí Jižní Město přes křižovatku Na jelenách ke komplexu křižovatek u Šeberova, kde opět vyúsťuje na dálnici D1 (Brněnská).
  - Ryšavého, Roztylská, Kunratická spojka: komunikace od MÚK se Severojižní magistrálou u jižního okraje Spořilova kolem stanice metra Roztyly, přes kruhový objezd u Westfield Chodov, kolem stanice metra Chodov a severním okrajem sídliště Horní Roztyly přes křižovatku Na jelenách a dále tangenciálně-radiálním směrem jako Kunratická spojka ke křižovatce s Vídeňskou v lokalitě U studánky a k Libušské do Písnice.
  - Chilská, K Hrnčířům, K Šeberovu: radiála z Litochlebského náměstí kolem stanice metra Opatov přes MÚK s dálnicí D1 u Jižního Města a přes Šeberov a Hrnčíře do Zdiměřic a Kocandy (Jesenice).
    - K Labeškám, tangenciála z Dobřejovic směrem do Kunratic, v Hrnčířích křižuje radiálu K Hrnčířům - K Šeberovu, u Šeberáku křižuje Kunratickou spojku, navazuje ul. K Šeberáku

  - Türkova, Litochlebské náměstí, Chilská (průjezd centrem Chodova)
  - Pod Chodovcem, Mírového hnutí, Výstavní, Novopetrovická, Františka Diviše, Podleská. Radiálně tangenciální směr komunikace Chodov – Háje (severním okrajem Jižního Města) – sídliště Petrovice – Uhříněves. Úsek Pod Chodovcem až Výstavní byl v minulosti označován jako silnice II/601.

### Východ
- Nuselské a vršovické údolí, tangenciálně-radiální západovýchodní směr Výtoň, Svobodova, Na slupi, Nuselské údolí (Jaromírova / Sekaninova k Vltavě), Křesomyslova, Otakarova, Vršovická, V olšinách
  - tangenciála Nusle – Pankrác: náměstí Bratří Synků, Sezimova / Nuselská a Vladimírova, Táborská.
  - michelská radiála: náměstí Bratří Synků, Nuselská, U plynárny (křiž. s Bohdaleckou a Chodovskou), navazuje Záběhlická
  - tangenciálně radiální severojižní směr křiž. Želivského, Votická, Soběslavská, U zdravotního ústavu, Benešovská (křižovatka Bělocerkevská), Bělocerkevská, křiž. s Vršovickou, U Slavie, U vršovického hřbitova, Bohdalecká, křiž. s ul. U plynárny, Chodovská, Spořilovská, napojení na D1
    - Jižní spojka (Městský okruh) křižuje Chodovskou a Spořilovskou ulici u Spořilova v místech někdejšího Bratislavského náměstí.

  - hostivařská radiála: Průběžná, Švehlova, Hornoměcholupská (Strašnice, Zahradní Město, Hostivař, Horní Měcholupy, Petrovice).
    - Jižní spojka (Městský okruh) křižuje neúplnou MÚK Švehlovu a Průběžnou ulici u Zahradního Města.
    - Pražská, K Horkám: tangenciála z Hostivaře kolem sídliště Košík na Jižní Město k ulici Mírového hnutí, navazuje Ke stáčírně a Chilská.

  - tangenciální ul. Úvalská, Na Padesátém (kolem stanice metra Skalka)
- Černokostelecká radiála: Resslova, Karlovo náměstí, (Ječná, Sokolská, Rumunská, Korunní a Jičínská z centra) / (Žitná, Anglická, Slezská a Boleslavská do centra), Vinohradská, Černokostelecká, Kutnohorská, Přátelství, navazuje silnice I/2. Nové Město, Vinohrady, Strašnice, Dolní Měcholupy, Uhříněves, Říčany.
  - radiála Vinohrady – Vršovice – Strašnice: Francouzská, Ruská, Pod Rapidem (z náměstí Míru a pod vinohradskou nemocnicí do blízkosti křižovatky Průběžná).
  - tangenciála Jičínská / Boleslavská, Orionka, Benešovská (křižovatka Bělocerkevská)
  - tangenciála severojižně křiž. Želivského, Votická, Soběslavská, U zdravotního ústavu, Benešovská (křižovatka Bělocerkevská), Bělocerkevská, křiž. s Vršovickou a dál na Spořilov, viz výše.
  - tangenciální ul. Úvalská, Na Padesátém (kolem konce ulice V olšinách a kolem stanice metra Skalka)
  - Jižní spojka (Městský okruh) z křižovatky u Štěrbohol (Průmyslová - Černokostelecká) jihozápadním směrem k Zahradnímu Městu (po dobudování Městského okruhu má být část východně od Lanového mostu formálně připojena ke Štěrboholské spojce)
  - Průmyslová, od Štěrbohol na jih pokračuje do Hostivaře ke Švehlově ulici, která na ni navazuje. V minulosti byl Průmyslový polookruh označován jako součást silnice II/601.
  - K Měcholupům, propojení Kutnohorské (Dolní Měcholupy) a Hornoměcholupské ulice (Horní Měcholupy) mostem přes budějovickou železniční trať.
  - Podleská, Františka Diviše, Novopetrovická: tangenciální spojení Uhříněvsi a Jižního Města přes Petrovice.
  - K dálnici: tangenciála z náměstí Protifašistických bojovníků v Uhříněvsi směrem na Pitkovice a Průhonice.
- Českobrodská radiála: křižovatka Bulhar, Husitská, Hartigova, Českobrodská, Starokolínská, Novosibřinská, navazuje silnice I/12. Žižkov, Hrdlořezy, Kyje, Dolní Počernice, Běchovice, Újezd nad Lesy.
  - Prokopova, Olšanské náměstí, Jičínská: tangenciála centrem Žižkova od Husitské ulice k Olšanské, Vinohradské a Korunní ulici.
  - Olšanská: radiální spojka mezi Olšanským náměstím a ulicí Jana Želivského.
  - Jana Želivského: tangenciální spojka mezi křižovatkou Ohrada (Hartigova ul.) a křižovatkou Želivského. Navazuje na další tangenciální komunikace bývalého vnitřního okruhu (na severu Pod Krejcárkem, na jihu Votická).
  - Pod Táborem, U tvrze, Dřevčická: tangenciální spojení Českobrodské (z Hrdlořez) s Černokosteleckou přes staré Malešice.
  - Průmyslová (Průmyslový polookruh), MÚK v Kyjích
  - Národních hrdinů, Ústřední: z Dolních Počernic přes Štěrboholy na Černokosteleckou
  - Štěrboholská spojka a Pražský okruh, MÚK v Běchovicích
  - Ke Kolodějům z Běchovic směr Koloděje
  - Staroújezdská z Újezda nad Lesy směr Koloděje
  - Zaříčanská z Újezda nad Lesy směr Sibřina
- Poděbradská dálnice: Olomoucká, dálnice D11. Začíná na MÚK s Pražským okruhem u Svépravic.
- Poděbradská radiála: křiž. u Štefánikova mostu, nábřeží Ludvíka Svobody, Těšnovský tunel, Rohanské nábřeží, U Rustonky, Sokolovská, křižovatka Balabenka, Českomoravská, Poděbradská, na Lehovci připojení ke Chlumecké, Chlumecká, Náchodská, silnice II/611 směr Poděbrady.
  - Severojižní magistrála (Wilsonova) u Hlávkova mostu
  - Pod plynojemem, severojižní tangenciála Sokolovská (Švábky) – Krejcárek
  - Novovysočanská, Pod Krejcárkem, spojka ve východozápadním radiálně-tangenciálním směru mezi ul. Spojovací (Vysočanské náměstí) a ul. Hartigovou (Ohrada)
  - Spojovací, tangenciála mezi křižovatkou Balabenka a rozhraním Žižkova a Hrdlořez.
  - K Žižkovu: tangenciála z křižovatky Harfa (Českomoravská a Poděbradská ul.) do ul. Spojovací, na severu navazuje Freyova.
  - Průmyslová (Průmyslový polookruh): tangenciální spojka Hloubětín – Kyje, Za Horou. Spojuje Kolbenovu, Poděbradskou a Českobrodskou ulici, navazuje na další úseky okruhu.
  - Broumarská, tangenciála mezi Chlumeckou ulicí (Černý Most) a Kyjemi.
  - Pražský okruh, z MÚK mezi Černým Mostem a Horními Počernicemi směrem na Běchovice.
  - Ve žlíbku, Mladých Běchovic: tangenciála z Horních Počernic (Náchodská) přes Xaverov do Běchovic na Českobrodskou.
  - Revoluční (Šestajovice), Slavětínská, Staroklánovická: spojka ze silnice II/611 přes Šestajovice do Klánovic.
- křižovatka Balabenka, Sokolovská, náměstí OSN, Kolbenova, u Lehovce napojení na Chlumeckou.
  - Freyova: tangenciála ze Sokolovské a Kolbenovy ulice (náměstí OSN) na křižovatku Harfa, na severu navazuje Vysočanská a na jihu K Žižkovu.
  - Kbelská (Průmyslový polookruh): spojuje Kolbenovu a Poděbradskou ulici, navazuje na další úseky okruhu.
- Vysočanská radiála, turnovská rychlostní silnice: ve výstavbě úsek z MÚK na estakádě Kbelské ulice přes MÚK u Satalic do oblouku silnice I/10 (Novopacká) směrem na Starou Boleslav, kde se na ni v další MÚK napojí.

### Sever
- Brandýská radiála:  Čakovická, Mladoboleslavská, pokračuje jako silnice II/610 do Brandýsa nad Labem:tímtéž číslem byla v minulosti značena i část Sokolovské ulice východně od Balabenky. Prosek, Kbely, Vinoř.
  - Kbelská (Průmyslový polookruh), tangenciála z Klíčova směr Hloubětín
- Letňanská radiála: Libeň-křižovatka U kříže, Prosecká, Tupolevova (Letňany), Kostelecká, Cukrovarská (Čakovice), Polabská (Miškovice), směr Veleň
  - Zenklova, Voctářova, U Rustonky: tangenciální spojení od křižovatky U kříže k Sokolovské ulici
  - Čuprova, Spojovací: tangenciální spojení od křižovatky U kříže k Balabence a dále na Žižkov
  - Vysočanská, estakáda z Proseku na náměstí OSN ve Vysočanech, navazuje Freyova.
  - Kbelská, Průmyslový polookruh: MÚK mezi Prosekem a Letňany.
  - Schoellerova, odbočka z Čakovic směrem na Třeboradice a Hovorčovice.
- Ďáblická radiála: křiž. u Třebenické ulice, Ďáblická (Ďáblice), Na hlavní (Březiněves), navazuje silnice II/243 směr Líbeznice.
  - Vysočanská: tangenciála od Střelničné a Ďáblické ulice přes sídliště Prosek (křiž. s Proseckou ulicí) na náměstí OSN ve Vysočanech.
  - Kostelecká, tangenciála spojující Ďáblice a Čakovice.
- Severojižní magistrála a její pokračování: Hlávkův most, Bubenská, Železničářů, Jankovcova
- rychlostní prosecká radiála: nábřeží Kapitána Jaroše, Bubenské nábřeží / Za viaduktem, Argentinská, most Barikádníků, V Holešovičkách, křiž. Vychovatelna, Liberecká, Cínovecká, pokračuje jako dálnice D8.
  - Dělnická, Libeňský most, Štorchova, Voctářova, U Rustonky. Spojení Holešovice – Libeň.
  - Vrbenského / Plynární, Ortenovo náměstí, U Uranie, Jankovcova. Tangenciála severní částí Holešovic.
  - Povltavská, Čuprova. Spojení mezi ul. V Holešovičkách (Pelc-Tyrolka) a křižovatkami U kříže a Balabenka v Libni.
  - křiž. Vychovatelna, náměstí Na stráži, Zenklova (dolů) / Vosmíkových (nahoru), Zenklova, Voctářova, U Rustonky. Tangenciální spojení Libeň – Karlín.
  - Vysočanská (z křiž. Střížkov, tangenciála směr Prosek, viz výše)
  - Kbelská: na MÚK mezi Ďáblicemi a Letňany začíná Průmyslový polookruh, směr Klíčov a Hloubětín.
  - Veselská: z MÚK mezi Ďáblicemi a Letňany směrem k Letňanům.
  - Kostelecká, tangenciála Ďáblice – Čakovice
- Chaberská radiála:  Zenklova, Nad Šutkou, Kobyliské náměstí, Horňátecká, Ústecká (Dolní Chabry), pokračuje jako silnice II/608 směr Zdiby.
  - Kobyliské náměstí, Pod sídlištěm, Střelničná: tangenciála na východ, směr Střížkov
  - Kobyliské náměstí, na západ Čimická, přes sídliště Bohnice do Čimic.
  - Žernosecká, od vozovny Kobylisy tangenciála na východ k Ďáblické.
  - K Ládví, tangenciála z jižního okraje Horních Chaber k hranici Bohnic a Čimic na Čimické.
  - Spořická, Šenovská, Na Štamberku, U Parkánu: tangenciála z Dolních Chaber na východ, do Ďáblic, navazuje Kostelecká.
  - Spořická, tangenciála z Dolních Chaber na západ, do Čimic.

## Dálnice a silnice
Dálnice a silnice I. třídy na území Česka jsou ve vlastnictví státu a správě ŘSD. Silnice II. a III. třídy jsou ve vlastnictví krajů.
Bývalé úseky silnic I. třídy, resp. komunikace navazující na území Prahy na silnice I. třídy, jsou sice označeny dopravními značkami či v běžných mapách silniční sítě jako silnice I. třídy, ale ze správního hlediska byly až na výjimky převedeny do kategorie místních komunikací. Jejich provozní staničení je, až na výjimky, počítáno podle správního stavu, tedy většinou až od okraje Prahy. Obdobně je pro některé úseky místních komunikací užíváno značení a číslování silnic II. třídy.
V souvislosti s přípravou nového silničního zákona (vyšel pod číslem 13/1997 Sb.) vláda České republiky 16. srpna 1995 přijala usnesení č. 455 k návrhu řešení správy a financování správy a údržby silnic na území měst. Toto usnesení pak změnila usnesením č. 511 z 10. října 1996. Tímto zněním vláda souhlasila s převedením 709 km silnic do sítě místních komunikací a jejich převodem do vlastnictví měst a s převedením 1006 km (v původním usnesení 1190 km, z toho 229 km na území hl. m. Prahy) silnic z vlastnictví měst do vlastnictví státu. Současně bylo stanoveno, že téměř všechny komunikace uvnitř silničního okruhu kolem hl. m. Prahy budou mít po jeho dostavbě charakter místních komunikací a budou tedy ve vlastnictví města. Bylo dohodnuto, že v návaznosti na postup výstavby okruhu bude upravován rozsah silnic na území Prahy v případech, kdy přestanou mít pro tranzitní dopravu význam. Tam, kde okruh povede po území hl. m. Prahy, budou silnice zakončeny napojením na okruh a zbývající část silnic směrem k centrum Prahy bude převedena mezi místní komunikace. Kde silniční okruh vybíhá mimo území hl. m. Prahy, měly být silnice dotaženy k hranici města nebo na dopravně důležitou křižovatku na území hl. m. Prahy. Dokud okruh není dobudován, plní jeho funkci zatím jiné silnice, na kterých jsou dočasně ukončeny jednotlivé radiální silnice.
Vzhledem k tomu, že u silnic nacházejících se uvnitř budoucího okruhu by podle uvedených zásad muselo dojít k dvojímu převodu vlastnictví a kategorie – nejprve z města na stát a pak postupně v závislosti na dokončování okruhu zase ze státu na město, seznala vláda takový dvojí převod velice komplikovaným a neodůvodněným. Proto ministerstvo dopravy v dohodě s orgány hl. m. Prahy vládě navrhlo oproti usnesení 455 z roku 1995 převést do vlastnictví státu jen ty úseky silnic, které mají zůstat silnicemi i ve výhledu, což bylo 44,6 km radiálních silnic. Ostatní úseky silnic na území hl. m. Prahy v délce 407 km měly být ponechány ve vlastnictví města a převedeny do kategorie místních komunikací.
Novelizačním usnesením č. 511 z roku 1996 současně vláda vyjádřila souhlas s poskytnutím účelově vázané dotace ze státního rozpočtu do rozpočtu hlavního města Prahy počínaje rokem 1997 na úhradu zvýšených nákladů na úhradu zvýšených nákladů na údržbu, opravy a výstavbu pozemních komunikací plnících do vybudování silničního okruhu kolem Prahy funkci silnic pro převádění vnější silniční dopravy po území hlavního města Prahy v délce 128,6 kilometrů. Ministr dopravy dostal tímto usnesením za úkol ve spolupráci s primátorem hlavního města Prahy provádět změny rozsahu těchto určených místních komunikací v závislosti na postupu výstavby silničního okruhu a dalších pozemních komunikací. Přílohou usnesení vlády byly tyto komunikace vymezeny i očíslovány čísly odvozenými z číslování silnic. Důvodem této evidence a tohoto číslování je, aby účelově vázané státní dotace bylo možné přiřadit jednotlivým komunikacím. Nejedná se o oficiální číslování, ale pouze o pomocné číslování, které má umožnit, aby tyto místní komunikace mohly být evidovány v systému pro evidenci silniční a dálniční sítě ČR.
Změna v silniční síti na území hl. m. Prahy, spočívající v degradaci 407 km silnic na místní komunikace, byla provedena rozhodnutím Ministerstva dopravy a spojů ČR čj. 26843/1997-120 ze dne 23. 12. 1997.

### Dálnice
- Dálnice D0 (Pražský okruh) prochází Prahou na několika místech. Výhledově má být okružní
- Dálnice D1 začíná na Chodově, na území Prahy má jeden exit - pokračuje směrem na Brno
- Dálnice D5 začíná na hranici Prahy - pokračuje směrem na Plzeň
- Dálnice D6 začíná na hranici Prahy a zasahuje do katastru Ruzyně - pokračuje směrem na Karlovy Vary
- Dálnice D7 začíná na hranici Prahy, navazuje zde na silnici I/7 - pokračuje směrem na Chomutov
- Dálnice D8 začíná na hranici Prahy, navazuje zde na silnici I/8 - pokračuje směrem na Ústí nad Labem
- Dálnice D10 začíná u křižovatky s Pražským okruhem na katastru Horní Počernice - pokračuje směrem na Mladou Boleslav
- Dálnice D11 začíná u křižovatky s Pražským okruhem na katastru Horní Počernice - pokračuje směrem na Hradec Králové

### Silnice I. třídy na území Prahy
- Silnice I/4 začíná v Lahovicích, na MÚK s dálnicí D0, za Jílovištěm se mění v dálnici D4, která pokračuje směrem na Strakonice
- Silnice I/7 začíná na křižovatce s dálnicí D0 v Ruzyni, za hranicí Prahy pokračuje jako D7
- Silnice I/8 začíná na katastru Ďáblic v křižovatce se silnicí II/243; za hranicí Prahy pokračuje jako dálnice D8

### Místní komunikace značené jako silnice I. třídy
V mapách ŘSD uváděno jako „místní komunikace dočasně plnící funkci silnice“:
- 5 - od křižovatky Vypich přes Motol a Stodůlky k dálnici D5
- 6, 6A - z Holešovic přes Letnou, Břevnov, Vypich a Řepy k dálnici D6
- 7 - Svatovítská, Evropská k dálnici D7
- 8, 8A, 8B - Severojižní magistrála, spojuje začátek dálnice D1 s dálnicí D8
- 10, 10A - z Vysočan k dálnici D0, dále pokračuje jako II/611
- 10M - z Klíčova k začátku dálnice D10
- 12 - z Běchovic přes Újezd nad Lesy k začátku silnice I/12
- 29 - Jižní spojka, mezi Barrandovským mostem přes Spořilov a Strašnice na dálnici D0

### Silnice II. třídy
- silnice II/101 zasahuje na území Prahy na dvou místech:
  - od hranice Prahy na Zbraslav, kde se napojuje na silnici II/102
  - z Radotína (silnice II/115) k hranici Prahy
- silnice II/102 začíná na křižovatce se silnicí II/115 v Lahovičkách. Vede přes křižovatku s dálnicí D0 a silnicí I/4 a dále přes Zbraslav podél Vltavy na jih na Vrané nad Vltavou
- silnice II/115 začíná na křižovatce se silnicí II/102 v Lahovičkách. Vede přes Radotín a dále podél Berounky na Černošice
- silnice II/241 začíná na křižovatce Roztocké a Kamýcké ulice v Sedlci a vede přes Suchdol směrem na Černý Vůl
- silnice II/242 ze Sedlce kolem Vltavy na sever směrem na Roztoky
- silnice II/243 začíná na území Ďáblic v křižovatce se silnicí I/8 a vede přes Březiněves na Líbeznice
- silnice II/599 začíná na křižovatce s dálnicí D0 u Lochkova a vede do Radotína
- silnice II/611 od dálnice D0 přes Horní Počernice - pokračuje směrem na Sadskou

### Místní komunikace značené jako silnice II. třídy
V mapách ŘSD uváděno jako „místní komunikace dočasně plnící funkci silnice“:
- 241 spojuje Vítězné náměstí s křižovatkou Roztocké a Kamýcké ulice v Sedlci, kde navazují silnice II/241 a II/242 (v minulosti zřejmě k silnici II/241 patřila i Chotkova silnice, protože mostní galerie této komunikace, která dnes nese městské evidenční označení G-004, má v evidenci mostů uvedeno též dřívější číslo 241-000a)
- 243 spojuje Michli (I/29) a Horní Roztyly (I/8). Oficiálně toto číslo nese silnice vedoucí od křižovatky se silnicí I/8 u Ďáblic přes Březiněves na Líbeznice
- 333 ze Štěrbohol na Říčany, pokračuje jako silnice I/2
- 333M spojuje silnici II/333 s dálnicí D1
- 600 spojuje dálnici D0 přes Barrandov s Barrandovským mostem
- 601 spojuje Městský okruh se silnicí I/8
- 610 mezi Hloubětínem a Klíčovem, spojuje dvě části silnice II/601
- 611 mezi Hloubětínem a silnicí I/10

### Silnice III. třídy
- silnice III/0071j – v Praze je evidováno 42 metrů délky této silnice, pravděpodobně jde o úsek ulice K Tuchoměřicům u hranice Prahy[4]

### Evropské mezinárodní silnice
Tzv. evropské silnice jsou vedeny po území Prahy, v některých případech i po místních komunikacích.
- E48 ( Schweinfurt – Schirnding  /  Pomezí nad Ohří – Cheb – Karlovy Vary – Rakovník – Hostivice –) do Prahy přichází po dálnici D6 a v MÚK Řepy zatáčí na jih po Pražském okruhu k MÚK Třebonice, kde končí napojením na E50.
- E50 ( Brest – Paříž – Remeš – Mety –  /  – Saarbrücken – Mannheim – Norimberk – Heilbronn – Waidhaus  /  Rozvadov – Plzeň – Hořovice – Beroun – Chrášťany –) do Prahy přichází po dálnici D5, z MÚK Třebonice pokračuje jižně po Pražském okruhu kolem okrajových částí na západě a jihu města a z MÚK Modletice po dálnici D1 opouští Prahu (– Jihlava – Brno – Uherské Hradiště – Starý Hrozenkov  /  Drietoma – Trenčín – Žilina – Ružomberok – Poprad – Prešov – Košice – Michalovce –  /  – Užhorod – Mukačevo – Stryj – Ternopil – Dnipro – Umaň – Doněck –  /  – Šachty – Rostov na Donu – Armavir – Nazraň – Machačkala )
- E55 – Dolní Dvořiště – České Budějovice – Praha – Lovosice – Teplice – Cínovec. Do Prahy přichází po dálnici D1, centrum Prahy obchází východní stranou po Jižní spojce a Průmyslovém polookruhu (Průmyslová, Kbelská) a na severu od křižovatky mezi Letňany a Ďáblicemi pokračuje jako Cínovecká ulice (dálnice D8 a silnice I/8).
- E65 – Harrachov – Turnov – Praha – Brno – Břeclav, do Prahy přichází po dálnici D10, po Východní spojce, Štěrboholské spojce a Jižní spojce přechází na dálnici D1.
- E67 Začíná stejně jako dálnice D11 v MÚK Horní Počernice s Pražským okruhem, po které opouští Prahu (– Jirny – Poděbrady – Hradec Králové – Náchod  /  Kudowa-Zdrój – Kladsko – Vratislav – Lodž – Varšava – Bělostok – Suwałki –  /  – Marijampole – Kaunas – Kedainiai – Panevežys – Pasvalys – Bauska –  /  – Riga – Saulkrasti – Ainaži –  /  – Pärnu – Saue – Tallinn ~  /  ~ Helsinky )

## Staré okruhy

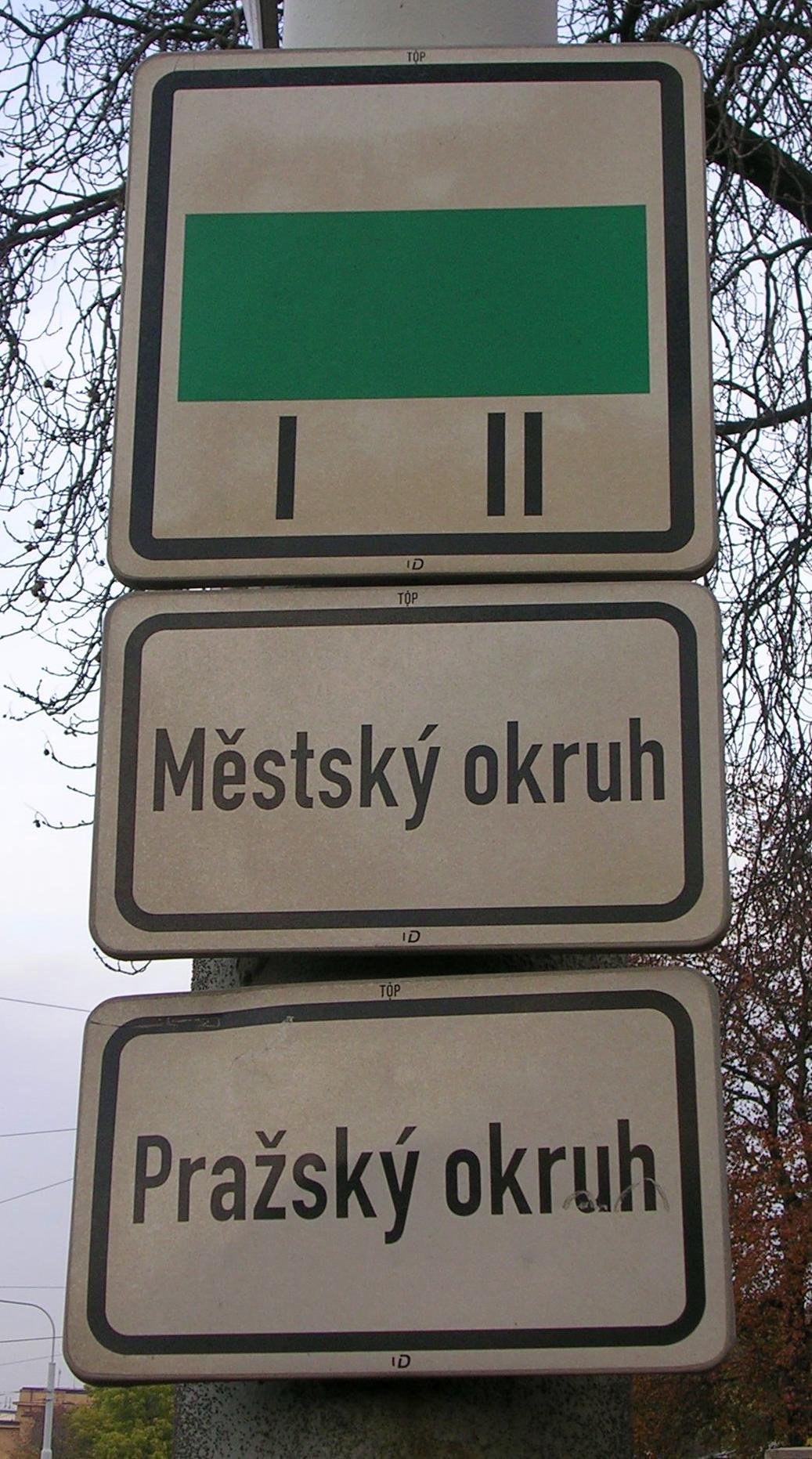
Společný úsek I. (Městského) a II. (Pražského) okruhu v ulici Milady Horákové na hranici Hradčan a Dejvic

### Starý vnitřní okruh (I.)
Vnitřní okruh byl vyznačen po ulicích převážně v husté zástavbě, dnes již většinou počítané k centru města. Z těchto území má být co největší množství dopravy, zejména tranzitní, svedeno na vzdálenější okruhy. Vnitřní okruh v roce 1987 i v roce 1996 byl značen přes Libeňský most, ulicemi Voctářova, Švábky, Pod plynojemem, Pod Krejcárkem (na žižkovskou křižovatku Ohrada), Jana Želivského, přes Vinohrady ulicemi Votická, Soběslavská, U zdravotního ústavu, Bělocerkevská, od vršovické křižovatky Slavie dále ulicí Vršovická, přes Nusle Otakarova, Křesomyslova, Sekaninova (tam) / Jaromírova (zpět), Ostrčilovo náměstí, přes Nové Město Na Slupi, Svobodova (křižovatka Výtoň), Rašínovo nábřeží (dříve nábřeží Bedřicha Engelse), Jiráskův most, V botanice (tam) / Matoušova (zpět), Kartouzská, přes Smíchov Plzeňská (tam) / Vrchlického (zpět), Podbělohorská, Kukulova a dále společně se středním okruhem od Vypichu přes Břevnov, Střešovice, Letnou a Holešovice a ulicemi Vrbenského a U Uranie k Libeňskému mostu.

### Starý II. okruh
Původní střední okruh, který je postupně nahrazován Městským i Pražským okruhem, byl značen v roce 1987 i v roce 1996 v trase most Barikádníků – V Holešovičkách – Vysočanská (přes Prosek) – Čakovická – Kbelská (přes Hloubětín) – Průmyslová (přes Hostivař) (Průmyslový polookruh) – Švehlova – (zde u Zahradního Města navazoval na již hotovou část Jižní spojky) – Barrandovský most – K Barrandovu – Novořeporyjská (po hranici Prahy) – přímo k centru Rozvadovská spojka – Jeremiášova přes Bílý Beránek – Slánská přes Řepy – Karlovarská – Bělohorská (na Vypichu se připojil i vnitřní okruh) – Patočkova (dříve Pionýrů) – Milady Horákové (dříve Obránců míru) – Veletržní – (přes Bubny a Holešovice veden každý směr jinými ulicemi) – Vrbenského - most Barikádníků (vnitřní okruh pokračoval Vrbenského ulicí na Libeňský most).

### Aglomerační okruh (II/101, okruh III)
Před vybudováním rychlostního vnějšího okruhu roli vnějšího (III.) okruhu plní silnice II/101 spojující místa Kralupy nad Vltavou – Veltrusy – Neratovice – Kostelec nad Labem – Brandýs nad Labem – Jirny – Úvaly – Říčany – Jesenice – Dolní Břežany – Zbraslav – Radotín – Třebotov – Nučice – Rudná-Hořelice – Červený Újezd – Unhošť – Velké Přítočno – Kladno – Stehelčeves – Zákolany – Kralupy nad Vltavou. Značení číslem silnice 101 ani značení dopravní značkou Okruh není zcela souvislé, některé úseky (například Zbraslav – Radotín) jsou označeny jinými čísly silnice. Mezi nejproblematičtější úseky patří jižní část okruhu v úseku Jesenice – Zbraslav, zejména průtah obcí Jesenice a silnice v Břežanském údolí, kde koncentrace kamionové i automobilové dopravy je zcela nevhodná. Zbraslav a Radotín jsou také jedinými místy, kde tento okruh prochází přímo územím Prahy.

## Rychlostní okruhy

### Rychlostní Městský okruh

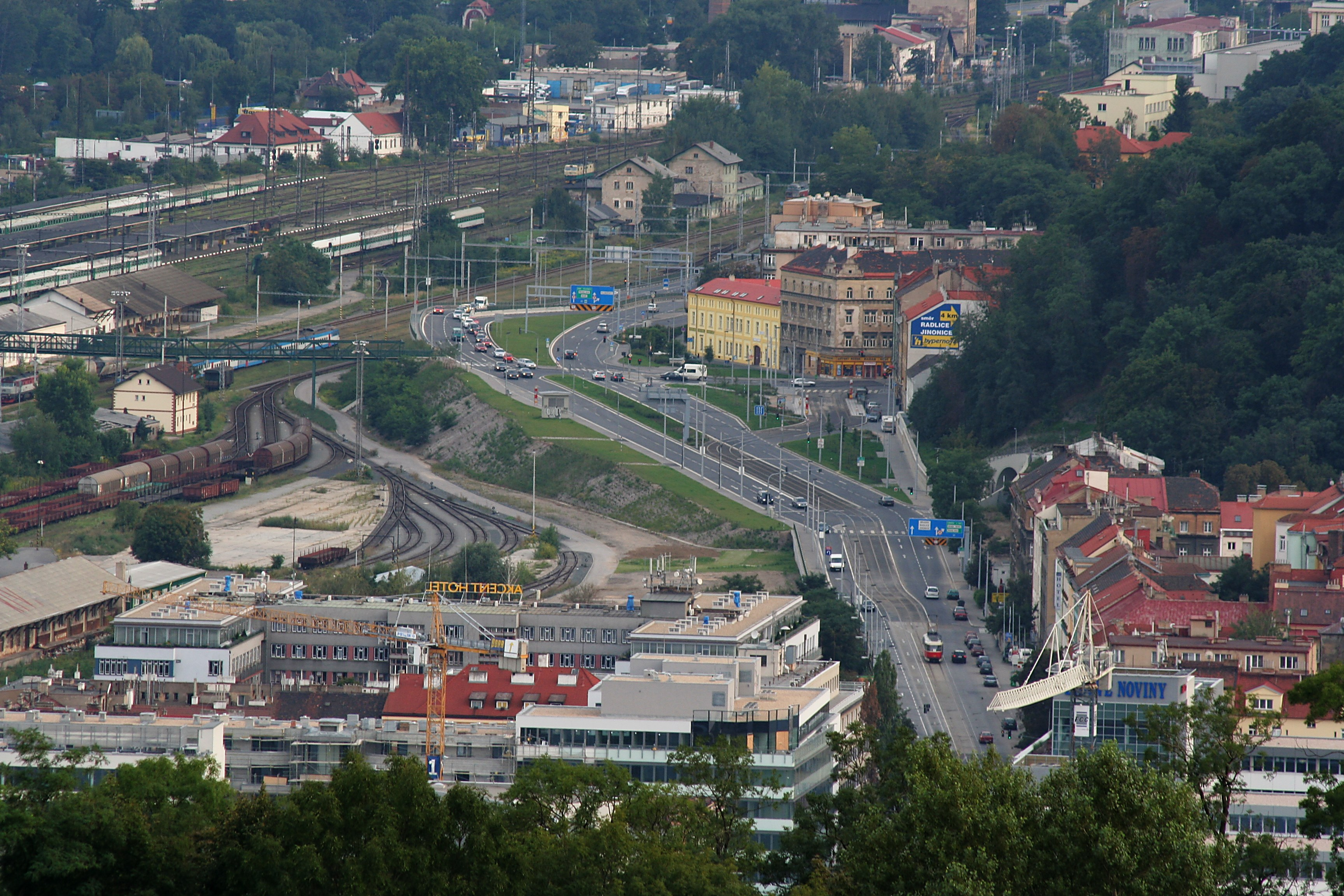
Dopravní ruch v Praze, na Smíchově

Rychlostní místní komunikace Městský okruh má za úkol sbírat hlavně vnitroměstský provoz a chránit tak centrum města. Plní úkol původního středního okruhu, avšak postupně se stává vnitřním okruhem. Z plánovaných 32 km je k roku 2016 postavena západní a jižní část o délce 22 km (úsek Pelc-Tyrolka – Tunelový komplex Blanka – Strahovský tunel – Tunel Mrázovka – Barrandovský most – Jižní spojka – začátek Štěrboholské radiály). Po zprovoznění tunelového komplexu Blanka v roce 2016 další úseky nejsou ve výstavbě, termín dokončení zbývajících 10 km v severovýchodní části Prahy není zatím znám, v roce 2019 byla značná část tohoto úseku přepracována na podzemní, tunelovou variantu. V roce 2017 byla výstavba předpokládána na roky 2024–2031. Investorem stavby je hlavní město Praha.

### Pražský okruh (rychlostní vnější okruh)
Pražský okruh (dálnice D0, do 31. prosince 2015 rychlostní silnice R1) má za úkol sbírat tranzitní provoz z dálnic (D1, D4, D5, D6, D7, D8, D10, D11, budoucí D3), které se na něm budou sbíhat. Z plánovaných 83 km je k roku 2010 postaveno 40 km (úseky Ruzyně – Modletice/D1 a Kyje – Horní Počernice). Zbývá dostavět úseky Běchovice – D1 na východě (plánované zprovoznění 2027) a Ruzyně – Satalice na severu (plánované zprovoznění 2030). Celý okruh má být podle plánů zveřejěných na webu ŘSD v lednu 2022 dokončen v roce 2030. Stavbu tohoto okruhu financuje stát.

## Rychlostní radiály
Systém radiál má propojovat oba okruhy.
- Chodovská radiála: ulice 5. května, navazuje dálnice D1
- Chuchelská radiála: Strakonická ulice, navazuje dálnice D4.
- Radlická radiála (zprovozněna jen část od Bucharovy): Rozvadovská spojka, navazuje dálnice D5.
- Břevnovská radiála, zatím pouze zvažovaná, její vedení (především v oblasti okolí Řep) bylo předmětem sporů, metropolitní plán s ní již nepočítá. Navazovat na ni měla dálnice D6.
- Prosecká radiála: ul. V Holešovičkách, Liberecká, Cínovecká, navazuje dálnice D8.
- Vysočanská radiála, část od Kbelské zprovozněna 2011 (ulice Novopacká), navazuje na ni dálnice D10.
- Štěrboholská radiála: Štěrboholská spojka, část Jižní spojky